# بي إم أي الإقليمية
بي إم أي الإقليمية (بالإنجليزية: BMI Regional)‏ هي شركة طيران بريطانية خاصة، وهي إحد الشركات التابعة لشركة بي إم أي، يقع مقرها الرئيسي في مدينة أبردين باسكتلندا، وتتخذ من مطار أبردين مركزاً رئيسياً لعملياتها، تقدم بي إم أي الإقليمية خدماتها إلى 17 وجهة داخلية ودولية، على متن أسطول طائرات يبلغ عدده 19 طائرة.
| ICAO = BMR
| callsign = MIDLAND
| parent = Airline Investments Limited (AIL)
| num_employees = 
| founded = 14 May 1987
| headquarters = East Midlands Airport
| company_slogan = Streamlined for business
| key_people = * Stephen Bond (Chairman)
- Peter Simpson (CEO)

| bases = * مطار أبردين
- مطار برمينغهام
- مطار بريستول
- East Midlands
- Derry
- Karlstad
- مطار نيوكاسل

| aoc = 
| hubs = * مطار بروكسل الدولي
- مطار ميونخ الدولي

| focus_cities = 
| website = flybmi.com
}} نسخة محفوظة 27 أبريل 2018 على موقع واي باك مشين.</ref>

## وصلات خارجية
- الموقع الرسمي للشركة (بالإنجليزية)
- تفاصيل أسطول شركة بي إم أي الإقليمية (بالإنجليزية)